# Defenzivní jízda

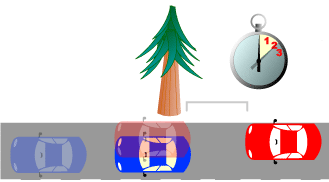
Pravidlo dvou sekund

Defenzivní jízda je pojem, který vznikl v padesátých letech minulého století v USA, když Američan Harold Smith formuloval pět prvních pravidel defenzivního způsobu jízdy automobilem pod názvem Smith System Of Defensive Driving. Od té doby principy defenzivní jízdy byly v mnoha zemích začleněny jak do základní přípravy řidičů v autoškolách a zdokonalovacího řidičského výcviku, tak vyučovány ve speciálních kurzech defenzivní jízdy. Defenzivní jízda se v současnosti stala uznávanou[zdroj?] metodou správného a bezpečného řízení dopravního prostředku. Metoda prokazatelně[zdroj?] ovlivňuje bezpečnost, nehodovost, opotřebení automobilů, ekologii a další sledované ukazatele. 

## Pravidla

### Pět prvních pravidel
Prvních pět pravidel defenzivního způsobu jízdy automobilem formuloval v padesátých letech 20. století Harold Smith v USA pod názvem Smith System Of Defensive Driving:
1. Předvídejte (naučte se dívat 15 sekund do budoucnosti, co by mohli udělat ostatní účastníci silničního provozu, nekoncentrujte se pouze na auto před sebou)
2. Používejte periferní vidění (monitorujte velký prostor a předvídejte riziko – chodce, otevřené dveře auta, děti v okolí silnice, ostatní motoristy apod.)
3. Mějte oči v pohybu (nefixujte svůj pohled pouze před sebe)
4. Monitorujte stále okolí svého vozidla (používejte zpětná zrcátka)
5. Buďte vidět (používejte signály – houkačku, světla, oční kontakt, blinkry, brzdová světla)

### České varianty pravidel
Český BESIP propaguje pravidla defenzivní jízdy například v podobě tohoto desatera klíčových pravidel defenzivní jízdy:
1. Jezděte tak, abyste se nedostali vy ani vámi řízené vozidlo až k limitu svých možností!
2. Vždy pozorně sledujte vozovku a její nejbližší okolí!
3. Snažte se předvídat chování ostatních účastníků silničního provozu!
4. Každý jízdní úkon provádějte až po pečlivém vyhodnocení situace!
5. Své úmysly dávejte najevo zřetelně a včas!
6. Nejezděte rychle tam, kam nevidíte!
7. Zachovávejte dostatečný odstup!
8. Při plánování jízdy počítejte s dostatečnou časovou rezervou!
9. Buďte připraveni ustoupit druhým, i když pravidla hovoří ve váš prospěch!

Přímo na svých stránkách BESIP prezentuje šestici základních bodů defenzivní, bezpečné jízdy, které pak rozvádí do podrobnějších zásad:
1. Zůstaňte ostražití
2. Dodržujte dopravní předpisy
3. Jízda křižovatkou
4. Předjíždění
5. Neustále propátrávejte pohledem okolí
6. Udržujte své vozidlo v dobrém technickém stavu

## Příčiny dopravních nehod
V České republice bylo v roce 2015 šetřeno 93 065 dopravních nehod, při kterých bylo 660 osob usmrceno a 2 540 osob těžce zraněno. Odhadnutá hmotná škoda policií na místě nehody je 5.500 mil. Kč. V průměru tedy šetřila Policie ČR v průměru každé necelé 3 minuty jednu nehodu, každých 21 minut byl při nehodě lehce zraněn člověk, každé 2,2 hodiny došlo k těžkému zranění a každých 7,8 hodiny zemřel při nehodě jeden člověk. 
Statistika Policie ČR uvádí také nejčastější příčiny dopravních nehod v roce 2015 takto:
- 65 % – nesprávný způsob jízdy
- 19 % – nedání přednosti v jízdě
- 15% – nepřiměřená rychlost
- 2 % nehod zavinili řidiči z důvodu nesprávného předjíždění

## Kurzy defenzivní jízdy
V šedesátých letech (1964–1965) tuto metodu defenzivní techniky řízení zařadil Američan Chris Imhof do svého výukového programu. Imhof pracoval pro americký Národní úřad bezpečnosti. Je tedy pokračovatelem a průkopníkem defenzivní jízdy v národním měřítku. Imhofův program vedl k zavedení kurzů defenzivní jízdy (Defensive Driving Courses, DDC) v USA v letech 1964 a 1965, přičemž byly většinou sponzorovány velkými společnostmi vyrábějícími automobily, jako jsou General Motors a Ford Motor Company.
Osnova kurzů je zejména zaměřena na osvojení takové jízdní strategie, která zajistí, že si řidič udrží dostatečnou úroveň své bezpečnosti navzdory působení okolních rizikových faktorů. Je to metoda, která má dovézt řidiče a jeho náklad vždy bezpečně do cíle cesty, aby se on nestal viníkem ani obětí dopravní nehody.
Tyto kurzy prokazatelně dokáží snížit pravděpodobnost, že se řidič stane účastníkem (byť v roli oběti) dopravní nehody, a také snižují firemní náklady. Archivováno 26. 9. 2015 na Wayback Machine. Statistiky uvádějí, že pravidelným školením profesionálních řidičů i řidičů referentských vozidel lze snížit jejich nehodovost až o 40% a přímé náklady ve flotile vozidel mohou klesnou až o 20%. Archivováno 4. 3. 2016 na Wayback Machine. Optimální frekvence školení je 1x ročně.
Kurz se skládá ze dvou částí. Teoretická část, kde se posluchač seznámí s principy a pravidly defenzivního chování v silničním provozu a s charakteristikou ostatních účastníků silničního provozu z hlediska defenzivní jízdy. V části praktické jsou získané informace aplikovány přímo v silničním provozu. Situace jsou vyhodnocovány instruktorem.

### USA
Ve Spojených státech, kde se začala historie defenzivní jízdy, některé státy legislativně tyto kurzy podporují a řidič, který absolvoval kurz defenzivní jízdy, platí nižší pojistné za svoje vozidlo.

### Evropa
Výuku a kurzy defenzivní jízdy programově podporují následující státy Evropy: především Německo, Španělsko, Velká Británie, Nizozemsko, Belgie, Francie a Itálie.[zdroj?]

### Česko a Slovensko
Prvními protagonisty defenzivní jízdy v Československu se stalo autorské a výzkumné trio Jiří Pour, Jiří Štikar a Jiří Hoskovec. Skupina, složená z dopravních psychologů a uznávaného odborníka na přípravu řidičů rozpracovala v 60. letech minulého století principy defenzivní jízdy jak pro účely základní přípravy řidičů v autoškolách, tak pro pokračovací zdokonalovací řidičský výcvik. V druhé polovině 80. let se defenzivní jízdou začal zabývat dopravní expert Robert Kotál. Kurzy defenzivní jízdy se svými instruktory poskytuje v ČR i na Slovensku od roku 1992, na toto téma také publikuje a přednáší na národních i mezinárodních konferencích.